# Sélénol

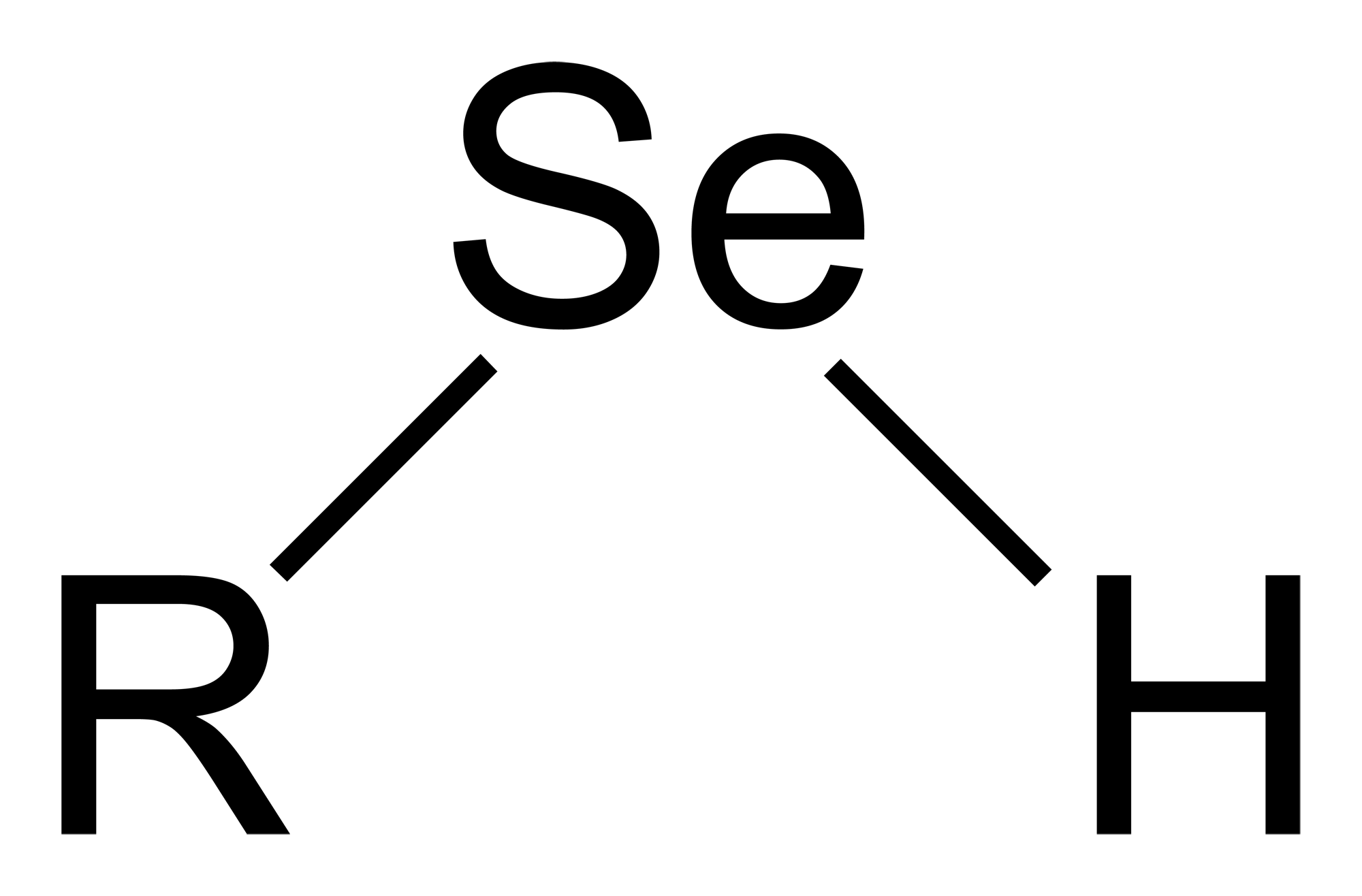
Structure générique d'un sélénol.

Un sélénol est un composé organosélénié de formule générique R–SeH, où R est un résidu organique, Se un atome de sélénium et H un atome d'hydrogène. C'est l'analogue sélénié du tellurol R–TeH, du thiol R–SH et de l'alcool R–OH.

## Structure et propriétés
Les sélénols sont structurellement semblables aux thiols, mais la liaison C–Se est environ 8 % plus longue, à 196 pm. L'angle C–Se–H est proche de 90°, comme dans le séléniure d'hydrogène H2Se. Ces liaisons font intervenir des orbitales p pratiquement pures autour de l'atome de sélénium, d'où cet angle presque droit. L'énergie de liaison C–Se est plus faible que celle de la liaison Se–H, de sorte que les sélénols sont facilement oxydés et jouent le rôle de donneurs d'atomes d'hydrogène.
Les sélénols sont, en raison de cette différence d'énergie de liaison, des acides plus forts que les thiols, le pKa du méthylsélénol CH3SeH étant de 5,2, contre 8,3 pour le méthanethiol CH3SH. La base conjuguée d'un sélénol est l'anion sélénoate RSe−, dont la plupart des exemples sont très nucléophiles et rapidement oxydés par l'air ; ce sont les sélénolates qui offrent l'essentiel des rares applications pratiques des sélénols, principalement en synthèse organique.
La température d'ébullition des sélénols tend à être légèrement plus élevée que celle des thiols correspondants en raison des plus grandes forces de van der Waals entre molécules, le sélénium étant plus gros que le soufre. Les sélénols volatils ont, comme les thiols, des odeurs nauséabondes.

## Synthèse
On obtient généralement les sélénols en faisant réagir des organolithiens ou des réactifs de Grignard avec du sélénium. Ainsi, le benzènesélénol C6H5SeH se forme par réaction du bromure de phénylmagnésium C6H5MgBr avec du sélénium suivie d'une trempe dans l'acide chlorhydrique HCl(aq) :
 Une autre façon de préparer des sélénols fait intervenir l'alkylation de la sélénourée SeC(NH2)2 suivie par une hydrolyse. On obtient souvent des sélénols par réduction de diséléniures suivie par la protonation du sélénoate formé :
2 RSeSeR + 2 LiHB(C2H5)3 → 2 RSeLi + 2 B(C2H5)3 + H2,
RSeLi + HCl → RSeH + LiCl.
Le diséléniure de diméthyle CH3SeSeCH3 peut être aisément réduit en méthylsélénol dans des cellules cultivées in vitro.

## Réactions
D'une manière générale, les sélénols s'oxydent facilement en diséléniures. C'est par exemple le cas du benzènesélénol traité avec du brome, qui donne du diséléniure de diphényle :
2 C6H5SeH + Br2 → (C6H5Se)2 + 2 HBr.

## Rôle biochimique
Les sélénols interviennent de façon déterminante dans certains processus biologiques. En effet, plusieurs enzymes des mammifères contiennent des sélénols dans leur site actif, par exemple la glutathion peroxydase, les iodothyronine désiodases (thyroxine 5'-désiodase et thyroxine 5-désiodase) ou encore la thiorédoxine réductase. Ces enzymes, qui appartiennent à la famille des oxydoréductases, sont des sélénoprotéines, dont le sélénol provient d'un Acide aminé non essentiel appelé sélénocystéine.
Les sélénols fonctionnent comme des réducteurs pour donner des dérivés de l'acide sélénique, qui sont à nouveau réduits par des enzymes contenant des groupes thiol –SH.
Le méthylsélénol CH3SeH peut être obtenu par action in vitro d'une méthionine gamma-lyase bactérienne sur de la sélénométhionine, par méthylation biologiques de l'ion séléniure Se2−, ou par réduction in vivo de l'acide méthaneséléninique CH3SeOOH. Il a été invoqué dans l'explication de l'activité anticancéreuse de certains composés organoséléniés,. Les précurseurs du méthylsélénol font l'objet de recherches sur la prévention et les traitements anticancéreux ; ces études indiquent que, de ce point de vue, le méthylsélénol est plus actif que l'éthylsélénol C2H5SeH et que le 2-propanesélénol CH3–CHSeH–CH3.
Cependant, les sélénols sont, comme les autres composés organoséléniés, toxiques pour l'organisme s'ils sont manipulés sans précaution.